# Resolução 18 do Conselho de Segurança das Nações Unidas
A Resolução 18 do Conselho de Segurança das Nações Unidas foi aprovada em 13 de fevereiro de 1947, criou uma comissão para tentar pôr em prática a Resolução 41 da Assembleia Geral das Nações Unidas, que afirma que a regulamentação e redução de armamentos do mundo e forças armadas é uma medida importante para o fortalecimento da paz internacional.
A resolução foi aprovada 10 votos, com uma abstenção da União Soviética.